# محمد موكاييف
محمد موكاييف (بالروسية: Мухаммад Мокаев؛ مواليد 30 يوليو 2000) هو مُقاتل فنون قتالية مختلطة إنجليزي ومصارع حر سابق يُنافس حاليًا في قسم وزن الذبابة في برايف. نافس سابقًا في فئة وزن الذبابة في يو إف سي.

## الخلفية
وُلِد موكاييف في بويناكسك، داغستان، روسيا، لعائلة قوموقية. وفي سن الثانية عشرة، انتقل هو ووالده إلى إنجلترا، بعد وقت قصير من وفاة والدته. عاشوا في مركز للاجئين في ليفربول عند وصولهم، وكانوا يحصلون على 5 جنيهات إسترلينية في اليوم. وفي غضون شهر، تم نقلهم إلى ويغان.

## مسيرته في فنون القتال المختلطة

#### برايف
ظهر في اتحاد القتال الشجاع (برايف) موكاييف لأول مرة في 1 أغسطس 2020، ضد جلين ماكفي، في السويد تحت بطاقة برايف سي إف 37 [الإنجليزية]. حقق انتصار بقرار القضاة بالإجماع. حصل على مكافأة «قتال الليلة» لهذا النزال.

#### يو إف سي
في 17 نوفمبر 2021، وقع موكاييف مع يو إف سي.
خاض موكاييف أول نزال له في يو إف سي ضد كودي دوردن في 19 مارس 2022. وفاز بالنزال عن طريق خنق المقصلة في الجولة الأولى. وبهذا الفوز، حصل على مكافأة أداء الليلة.
واجه موكاييف تشارلز جونسون في نزاله الثانية في يو إف سي في 23 يوليو 2022، في حدث يو إف سي ليلة القتال 208. وفاز بالنزال بقرار القضاة بالإجماع.
واجه موكاييف مالكولم جوردون في 22 أكتوبر 2022، في حدث يو إف سي 280. وفاز بالنزال عن طريق إخضاع قفل الذراع في الجولة الثالثة.
واجه موكاييف جافل فيلو في 18 مارس 2023 في حدث يو إف سي 286. فاز بالقتال من خلال الإخضاع في الجولة الثالثة.
واجه موكاييف تيم إليوت في حدث يو إف سي 294 في 21 أكتوبر 2023. فاز بالنزال بإخضاع مثلث الذراع في الجولة الثالثة. نال هذا القتال مكافأة أداء الليلة.
واجه موكاييف أليكس بيريز في 2 مارس 2024، في حدث يو إف سي ليلة القتال 238. بعد تنفيذ عمليات إسقاط والحصول على المزيد من وقت التحكم، فاز موكاييف بالنزال بقرار القضاة بالإجماع.
واجه موكاييف مانيل كابي في 27 يوليو 2024، في حدث يو إف سي 304. فاز بالنزال بقرار القضاة بالإجماع. في المؤتمر الصحفي بعد القتال للحدث، قال الرئيس التنفيذي ليو إف سي دانا وايت «ستحصل بي إف إل على رجل رائع غير مهزوم»، وأن عقد موكاييف لن يتم تجديده «لأسباب عديدة مختلفة» مما يعني وجود مشاكل خارج القفص وأنه لم يعد مع المنظمة.

#### العودة إلى برايف
في 24 أغسطس 2024، ورد أن موكاييف أعاد التوقيع مع اتحاد القتال الشجاع (برايف).
كان من المقرر أن يواجه موكاييف لوثاندو بيكو في 13 ديسمبر 2024 في حدث برايف سي إف 91 [الإنجليزية]. ومع ذلك، قبل أيام من الحدث، اضطر بيكو إلى الانسحاب بسبب مشاكل صحية وتم استبداله بجوي فينسنت سو في نزال بوزن 130 رطل في غضون يومين. فاز موكاييف بالنزال من خلال إخضاع دارس في الجولة الأولى.

## مسيرته في مصارعة التماسك بالأيدي
نافس موكاييف في فئة وزن الريشة بدون زي في بطولة بي جيه جيه 247 مانشستر المفتوحة في 17 مارس 2024، حيث تم استبعاده من نزاله الأول بسبب ضرب خصمه وخسر نزاله الثاني بالإخضاع.
كان من المقرر أن يُنافس موكاييف ضد راؤول روزاس جونيور في الحدث الرئيسي لحدث إيه دي إكس سي 6 في 25 أكتوبر 2024. انسحب روزاس جونيور من النزال وحل محله روجيرو بونتورين، والذي ألقى موكاييف باللوم فيه على عقد روزاس جونيور مع يو إف سي. خسر موكاييف النزال بقرار منقسم.

## حياته الشخصية
تزوج موكايف من زوجته خافا إلداربيكوفا في سبتمبر 2020. هو مسلم متدين وانتقد علانية عملية حرق القرآن.
أصبح موكاييف مواطنًا بريطانيًا في عام 2021.
موكايف هو أحد مشجعي فريق كرة القدم ويغان أثلتيك في الدوري الإنجليزي الدرجة الأولى وفريق الرغبي ويغان ووريورز سوبر ليغ.

## البطولات والإنجازات

### فنون القتال المختلطة
- يو إف سي
  - أداء الليلة (مرتين) ضد كودي دوردن وتيم إليوت[40][41]
  - بالمشاركة مع (ألكسندر بانتوجا) ثاني أطول سلسلة انتصارات في تاريخ فئة وزن الذبابة في يو إف سي (7)[42]
  - ثالث أكثر عدد من الإخضاعات في تاريخ فئة وزن الذبابة في يو إف سي (4)[42]
  - ثاني أعلى نسبة وقت سيطرة في تاريخ فئة وزن الذبابة في يو إف سي (51.8%)[42]
  - رابع أعلى نسبة مركز أول في تاريخ فئة وزن الذبابة في يو إف سي (37.9%)[42]
  - أقل عدد من الضربات التي تم استيعابها في الدقيقة في تاريخ فئة وزن الذبابة في يو إف سي (1.35)[42]
  - سابع أكبر عدد من عمليات الإسقاط في تاريخ فئة وزن الذبابة في يو إف سي (31)[42]

## سجل فنون القتال المختلطة
| السجل المهني |        |         |
| 15 نزال      | 14 فوز | 0 خسارة |
| ضربة قاضية   | 2      | 0       |
| إخضاع        | 7      | 0       |
| قرار القضاة  | 5      | 0       |
| بدون قرار    | 1      | 1       |

| النتيجة | السجل    | الخصم            | الطريقة                               | الحدث                                       | التاريخ        | الجولة | الوقت | المكان                              | الملاحظات                                                                                          |
| ------- | -------- | ---------------- | ------------------------------------- | ------------------------------------------- | -------------- | ------ | ----- | ----------------------------------- | -------------------------------------------------------------------------------------------------- |
| فاز     | 14–0 (1) | جو فينسينت سو    | إخضاع (خنق برابو)                     | برايف سي إف 91 [الإنجليزية]                 | 13 ديسمبر 2024 | 1      | 1:52  | مدينة عيسى، البحرين                 | نزال في وزن غير محدد (130 رطل)                                                                     |
| فاز     | 13–0 (1) | مانيل كابي       | قرار القضاة (بالإجماع)                | يو إف سي 304                                | 27 يوليو 2024  | 3      | 5:00  | مانشستر، إنجلترا                    | |
| فاز     | 12–0 (1) | أليكس بيريز      | قرار القضاة (بالإجماع)                | يو إف سي ليلة القتال: روزينسترويك ضد غازييف | 2 مارس 2024    | 3      | 5:00  | لاس فيغاس، نيفادا، الولايات المتحدة | |
| فاز     | 11–0 (1) | تيم إليوت        | إخضاع (خنق مثلث الذراع)               | يو إف سي 294                                | 21 أكتوبر 2023 | 3      | 3:03  | أبو ظبي، الإمارات العربية المتحدة   | أداء الليلة.                                                                                       |
| فاز     | 10–0 (1) | جافل فيلو        | إخضاع (كرنك العنق)                    | يو إف سي 286                                | 18 مارس 2023   | 3      | 4:32  | لندن، إنجلترا                       | |
| فاز     | 9–0 (1)  | مالكولم جوردون   | إخضاع (الذراع)                        | يو إف سي 280                                | 22 أكتوبر 2022 | 3      | 4:26  | أبو ظبي، الإمارات العربية المتحدة   | |
| فاز     | 8–0 (1)  | تشارلز جونسون    | قرار القضاة (بالإجماع)                | يو إف سي ليلة القتال: بلايدز ضد أسبينال     | 23 يوليو 2022  | 3      | 5:00  | لندن، إنجلترا                       | |
| فاز     | 7–0 (1)  | كودي دوردن       | إخضاع (خنق المقصلة)                   | يو إف سي ليلة القتال: فولكوف ضد أسبينال     | 19 مارس 2022   | 1      | 0:58  | لندن، إنجلترا                       | أداء الليلة.                                                                                       |
| فاز     | 6–0 (1)  | بلين أودريسكول   | إخضاع (خنق خلفي عاري)                 | برايف سي إف 54 [الإنجليزية]                 | 25 سبتمبر 2021 | 2      | 1:36  | كونين، بولندا                       | نزال في الوزن الغير مُقيّد (130 رطلاً).                                                               |
| ب.ف     | 5–0 (1)  | إبراهيم نافروزوف | ب.ف (ركلة بالخطأ بين الفخذين)         | برايف سي إف 51 [الإنجليزية]                 | 4 يونيو 2021   | 1      | 1:24  | مينسك، بيلاروس                      | نزال في الوزن الغير مُقيّد (130 رطلاً). ركلة بالخطأ بين الفخذين جعلت نافروزوف غير قادر على الاستمرار. |
| فاز     | 5–0      | عبد الحسين       | قرار القضاة (بالإجماع)                | برايف سي إف 49 [الإنجليزية]                 | 25 مارس 2021   | 3      | 5:00  | المنامة، البحرين                    | أول ظهور في وزن الذبابة.                                                                           |
| فاز     | 4–0      | ديف جونز         | ضربة فنية قاضية (إخضاع باللكمات)      | سلتيك غلاديتور 28: رمي القفل                | 22 نوفمبر 2020 | 3      | 2:11  | غلاسكو، إسكتلندا                    | |
| فاز     | 3–0      | جيمي كيلي        | إخضاع (خنق خلفي عاري)                 | برايف سي إف 43 [الإنجليزية]                 | 1 أكتوبر 2020  | 3      | 2:11  | المنامة، البحرين                    | |
| فاز     | 2–0      | هايدن شريف       | ضربة فنية قاضية (ركلة للجسم واللكمات) | مصارع سلتيك 27                              | 22 أغسطس 2020  | 1      | 0:51  | مانشستر، إنجلترا                    | |
| فاز     | 1–0      | جلين ماكفي       | قرار القضاة (بالإجماع)                | برايف سي إف 37 [الإنجليزية]                 | 1 أغسطس 2020   | 3      | 5:00  | ستوكهولم، السويد                    | أول ظهور في وزن الديك.                                                                             |

| سجل الهواة  |        |       |
| 23 نزال     | 23 فاز | 0 خسر |
| ضربة قاضية  | 4      | 0     |
| إخضاع       | 3      | 0     |
| قرار القضاة | 16     | 0     |

| النتيجة | السجل | الخصم              | الطريقة                             | الحدث                                             | التاريخ        | الجولة | الوقت | المكان              | الملاحظات                                                    |
| ------- | ----- | ------------------ | ----------------------------------- | ------------------------------------------------- | -------------- | ------ | ----- | ------------------- | ------------------------------------------------------------ |
| فاز     | 23–0  | عبدالله مبارك      | إخضاع (خنق خلفي عاري)               | ا.ا.ل.ق.م بطولة دبليو إم إم إيه إيه المفتوحة 2020 | 8 مارس 2020    | 1      | 1:29  | غولد كوست، أستراليا | فاز بلقب بطولة أوشيانا ا.ا.ل.ق.م                             |
| فاز     | 22–0  | عبدالله اليعقوب    | قرار القضاة (بالإجماع)              | ا.ا.ل.ق.م بطولة دبليو إم إم إيه إيه المفتوحة 2020 | 7 مارس 2020    | 3      | 3:00  | غولد كوست، أستراليا | فاز بنصف نهائي بطولة أوشيانا ا.ا.ل.ق.م                       |
| فاز     | 21–0  | ليو ياماغوتشي      | قرار القضاة (بالإجماع)              | ا.ا.ل.ق.م بطولة دبليو إم إم إيه إيه المفتوحة 2019 | 14 نوفمبر 2019 | 3      | 3:00  | المنامة، البحرين    |                                                              |
| فاز     | 20–0  | تينيشك جانيبك      | قرار القضاة (بالإجماع)              | ا.ا.ل.ق.م بطولة دبليو إم إم إيه إيه المفتوحة 2019 | 13 نوفمبر 2019 | 3      | 3:00  | المنامة، البحرين    |                                                              |
| فاز     | 19–0  | نيكولاي أتاناسوف   | قرار القضاة (بالإجماع)              | ا.ا.ل.ق.م بطولة دبليو إم إم إيه إيه المفتوحة 2019 | 12 نوفمبر 2019 | 3      | 3:00  | المنامة، البحرين    |                                                              |
| فاز     | 18–0  | ماكس هينينين       | قرار القضاة (بالإجماع)              | ا.ا.ل.ق.م بطولة دبليو إم إم إيه إيه المفتوحة 2019 | 11 نوفمبر 2019 | 3      | 3:00  | المنامة، البحرين    |                                                              |
| فاز     | 17–0  | ميكي بودن          | ضربة فنية قاضية (باللكمات)          | بطولات دبليو سي إف سي 3                           | 28 سبتمبر 2019 | 2      | 2:10  | مانشستر، إنجلترا    |                                                              |
| فاز     | 16–0  | مايلز ريتشاردز     | قرار القضاة (بالإجماع)              | بطولة القتال الفولاذية في قفص 23                  | 13 يوليو 2019  | 3      | 3:00  | شفيلد، إنجلترا      | فاز بلقب بطولة قفص الفولاد إف سي وزن الديك الشاغرة.          |
| فاز     | 15–0  | ليو ياماغوتشي      | قرار القضاة (بالإجماع)              | بطولة ا.ا.ل.ق.م الأوروبية                         | 22 يونيو 2019  | 3      | 3:00  | روما، إيطاليا       |                                                              |
| فاز     | 14–0  | باتير شاروخانوف    | قرار القضاة (بالإجماع)              | بطولة ا.ا.ل.ق.م الأوروبية للكبار والناشئين        | 21 يونيو 2019  | 3      | 3:00  | روما، إيطاليا       |                                                              |
| فاز     | 13–0  | أبانوب فارس        | ضربة فنية قاضية (باللكمات)          | بطولة ا.ا.ل.ق.م الأوروبية للكبار والناشئين        | 20 يونيو 2019  | 1      | 2:32  | روما، إيطاليا       |                                                              |
| فاز     | 12–0  | سياران مولهولاند   | قرار القضاة (بالإجماع)              | بطولة القتال البريطانية                           | 23 مارس 2019   | 3      | 3:00  | برستون، إنجلترا     | فاز بلقب بطولة يو كيه إف سي وزن الديك الشاغرة.               |
| فاز     | 11–0  | ليو ياماغوتشي      | قرار القضاة (بالإجماع)              | ا.ا.ل.ق.م بطولة دبليو إم إم إيه إيه المفتوحة 2018 | 17 نوفمبر 2018 | 3      | 3:00  | المنامة، البحرين    |                                                              |
| فاز     | 10–0  | إسماعيل زامورا     | قرار القضاة (بالإجماع)              | بطولة ا.ا.ل.ق.م الأوروبية للكبار والناشئين        | 15 نوفمبر 2018 | 3      | 3:00  | المنامة، البحرين    |                                                              |
| فاز     | 9–0   | عمران ساتيف        | إخضاع (خنق خلفي عاري)               | بطولة ا.ا.ل.ق.م                                   | 14 نوفمبر 2018 | 1      | 0:57  | المنامة، البحرين    |                                                              |
| فاز     | 8–0   | جاك إغلين          | ضربة فنية قاضية (ضربة عنيفة ولكمات) | بطولات القتال في المملكة المتحدة 5                | 7 أكتوبر 2017  | 2      | 2:25  | برستون، إنجلترا     | فاز بلقب بطولة يو كيه إف سي الشاغرة لوزن الذبابة.            |
| فاز     | 7–0   | سيباستيان جونزاليس | ضربة فنية قاضية (باللكمات)          | تانكو إف سي 4                                     | 12 مايو 2017   | 1      | 0:37  | مانشستر، إنجلترا    |                                                              |
| فاز     | 6–0   | ليام جيتينز        | قرار القضاة (بالإجماع)              | تانكو إف سي 3                                     | 11 فبراير 2017 | 5      | 3:00  | مانشستر، إنجلترا    | فاز بلقب بطولة تانكو إف سي للهواة في وزن الذبابة الافتتاحية. |
| فاز     | 5–0   | ماركوس هيجلاند     | قرار القضاة (بالإجماع)              | تانكو إف سي 2                                     | 3 ديسمبر 2016  | 3      | 3:00  | مانشستر، إنجلترا    |                                                              |
| فاز     | 4–0   | خوسيه روفينو       | ضربة فنية قاضية (باللكمات)          | آي سي أيه إف سي 18                                | 28 أكتوبر 2016 | 2      | 1:27  | بولتن، إنجلترا      |                                                              |
| فاز     | 2–0   | آش مكراكين         | قرار القضاة (بالإجماع)              | الاتصال الكامل بالمنافس 17                        | 24 سبتمبر 2016 | 3      | 3:00  | مانشستر، إنجلترا    |                                                              |
| فاز     | 1–0   | جيك هينتون         | إخضاع (خنق خلفي عاري)               | شينوبي الحرب 6                                    | 28 نوفمبر 2015 | 1      | 2:25  | مانشستر، إنجلترا    |                                                              |

## وصلات خارجية
- محمد موكاييف على موقع شيردوغ (الإنجليزية)
- محمد موكاييف على موقع Tapology.com (الإنجليزية)
- محمد موكاييف على موقع قاعدة بيانات المصارعة الدولية (الإنجليزية)